# Heinrich von Bülow
Heinrich von Bülow (Schwerin, 16 settembre 1792 – Berlino, 6 febbraio 1846) è stato un diplomatico tedesco.

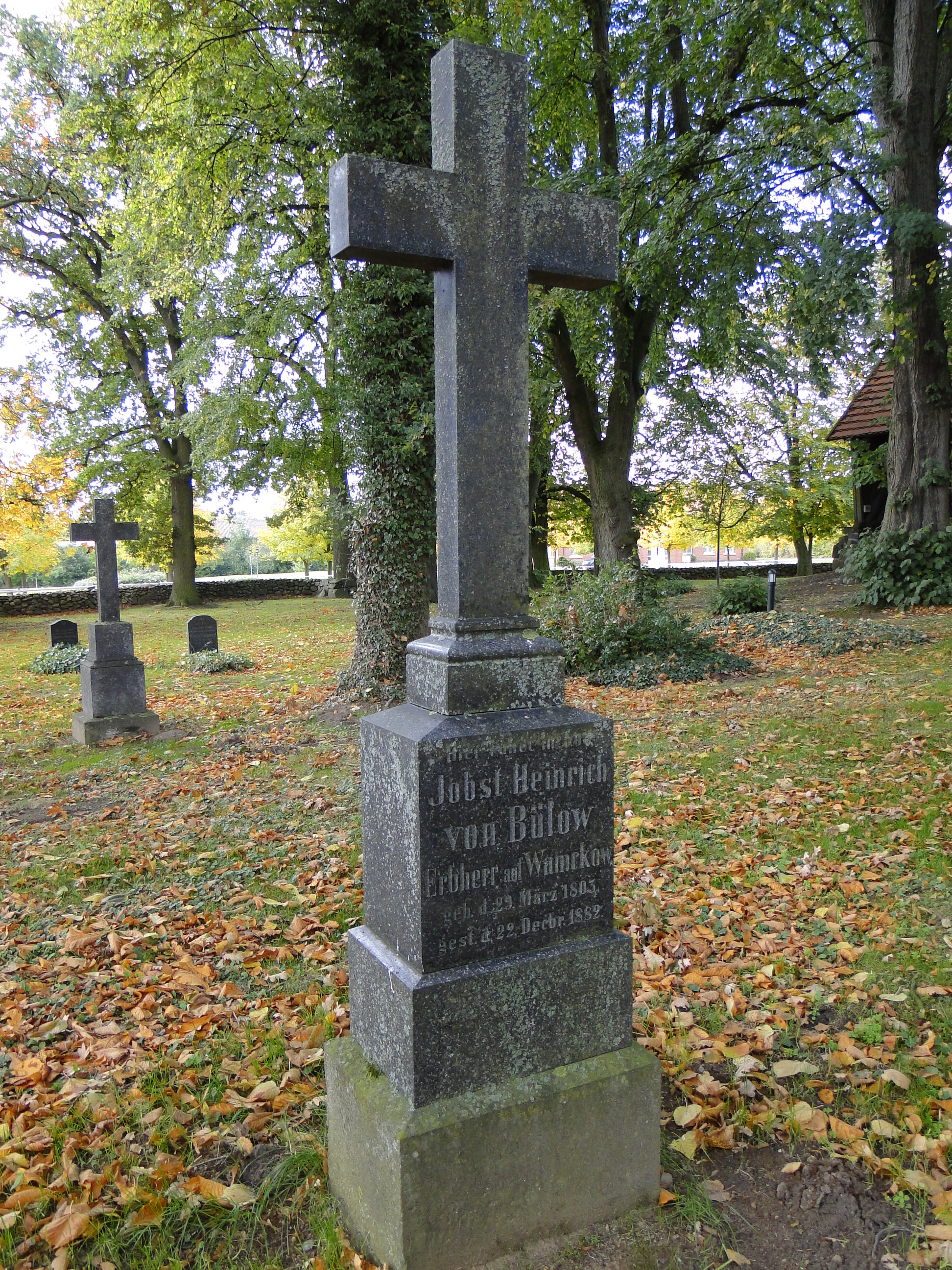

A Parigi conobbe Wilhelm von Humboldt, di cui divenne presto genero. Bülow seguì il suocero a Francoforte sul Meno, a Londra (1817) e Berlino (1819), dove si intromise più volte nello Zollverein.
Fu poi ambasciatore a Londra dal 1827 e ministro degli Esteri dal 1842 fino al 1845.